# Piacenza Football Club 1995-1996
Questa voce raccoglie le informazioni riguardanti il Piacenza Football Club nelle competizioni ufficiali della stagione 1995-1996.

## Stagione

Nicola Caccia, autore di 15 gol nella sua prima esperienza al Galleana.

Nella stagione 1995-1996 il Piacenza disputa il secondo campionato di Serie A della sua storia, conseguendo per la prima volta la salvezza nella massima serie, con un turno di anticipo.
Riconquistata la massima serie, il Piacenza di Gigi Cagni centra per la prima volta anche l'obiettivo di restarci. L'allenatore bresciano è giunto alla sesta stagione di fila con i biancorossi piacentini. Ancora una volta senza stranieri per scelta, se ne vanno gli attaccanti Antonio De Vitis e Filippo Inzaghi, ben pagato dal Parma. Nicola Caccia preso dall'Ancona, via Parma, si rivela una scelta azzeccata, realizza 15 reti, una in Coppa Italia e 14 in campionato. Con Caccia arriva dalla Lucchese l'interno Eusebio Di Francesco, amicissimi, entrambi cresciuti nelle giovanili dell'Empoli.
L'inizio del campionato è traumatico, con otto reti subite nelle prime due gare, e con l'eliminazione dalla Coppa Italia per mano del Forlì, squadra di terza serie. Poi inizia la rincorsa alla salvezza dei ragazzi di Gigi Cagni. Al termine dell'andata il Piacenza ha 16 punti, ma si mostra ancora fragile in difesa ed in trasferta. Nel girone di ritorno cambia la musica, la difesa tiene meglio, i biancorossi nel girone discendente raccolgono 21 punti, che valgono l'attesa salvezza, ottenuta con una giornata di anticipo. La festa salvezza è velata di malinconia per l'addio di Cagni, che va ad iniziare una nuova avventura a Verona.

## Divisa e sponsor

Il neoacquisto Eusebio Di Francesco, subito divenuto punto fermo della squadra, con la prima divisa.

Il fornitore ufficiale di materiale tecnico per la stagione 1995-1996 fu ABM, mentre lo sponsor di maglia fu Cassa di Risparmio di Parma e Piacenza.
| Casa | Trasferta | Terza divisa |

## Organigramma societario
Area direttiva
- Presidente: Leonardo Garilli
- Segretario: Giovanni Rubini

Area sanitaria
- Medico sociale: Augusto Terzi
- Massaggiatori: Francesco Ceglie e Romano Mandrini

Area tecnica
- Direttore sportivo: Gianpietro Marchetti
- Allenatore: Luigi Cagni
- Allenatore in seconda e preparatore dei portieri: Gian Nicola Pinotti
- Allenatore Primavera: Lorenzo Ciulli
- Preparatore atletico: Alberto Ambrosio

## Rosa
| N. |                   | Ruolo | Calciatore                |
| -- | ----------------- | ----- | ------------------------- |
| 1  | Italia (bandiera) | P     | Massimo Taibi             |
| 2  | Italia (bandiera) | D     | Cleto Polonia             |
| 3  | Italia (bandiera) | D     | Massimo Brioschi          |
| 4  | Italia (bandiera) | D     | Stefano Maccoppi          |
| 5  | Italia (bandiera) | D     | Stefano Rossini           |
| 6  | Italia (bandiera) | D     | Settimio Lucci (capitano) |
| 7  | Italia (bandiera) | C     | Francesco Turrini         |
| 8  | Italia (bandiera) | C     | Eugenio Corini            |
| 9  | Italia (bandiera) | C     | Angelo Carbone            |
| 10 | Italia (bandiera) | C     | Daniele Moretti           |
| 11 | Italia (bandiera) | A     | Gianpietro Piovani        |
| 12 | Italia (bandiera) | P     | Luigi Simoni              |
| 13 | Italia (bandiera) | C     | Eusebio Di Francesco      |

| N. |                   | Ruolo | Calciatore              |
| -- | ----------------- | ----- | ----------------------- |
| 14 | Italia (bandiera) | D     | Mirko Conte             |
| 15 | Italia (bandiera) | A     | Nicola Caccia           |
| 16 | Italia (bandiera) | A     | Massimiliano Cappellini |
| 17 | Italia (bandiera) | A     | Gabriele Ballotta       |
| 18 | Italia (bandiera) | D     | Roberto Lorenzini       |
| 19 | Italia (bandiera) | D     | Umberto Colicchio       |
| 20 | Italia (bandiera) | C     | Carlo Ballotta          |
| 21 | Italia (bandiera) | P     | Michele Marseglia       |
| 22 | Italia (bandiera) | D     | Cristian Trapella       |
| 23 | Italia (bandiera) | C     | Giuseppe Toscano        |
| 24 | Italia (bandiera) | C     | Leonardo Fulcini        |
| 25 | Italia (bandiera) | D     | Alessandro Lucarelli    |

## Calciomercato[4]
| Acquisti | Acquisti                | Acquisti    | Acquisti                    |
| R.       | Nome                    | da          | Modalità                    |
| -------- | ----------------------- | ----------- | --------------------------- |
| P        | Luigi Simoni            | Torino      | definitivo (0,2 miliardi £) |
| D        | Mirko Conte             | Inter       | comproprietà (1 miliardo £) |
| D        | Roberto Lorenzini       | Milan       | prestito                    |
| D        | Cristian Trapella       | Fiorenzuola | [ 6 ]                       |
| C        | Angelo Carbone          | Milan       | definitivo (2 miliardi £)   |
| C        | Eugenio Corini          | Brescia     |                             |
| C        | Eusebio Di Francesco    | Lucchese    | definitivo (1,4 miliardi £) |
| C        | Giuseppe Ferazzoli      | Pescara     | fine prestito               |
| A        | Nicola Caccia           | Ancona      | definitivo (2,3 miliardi £) |
| A        | Massimiliano Cappellini | Foggia      | definitivo (3,6 miliardi £) |
| A        | Simone Inzaghi          | Carpi       | fine prestito               |

| Cessioni | Cessioni           | Cessioni         | Cessioni                    |
| R.       | Nome               | a                | Modalità                    |
| -------- | ------------------ | ---------------- | --------------------------- |
| P        | Tiziano Ramon      | Sandonà 1922     |                             |
| D        | Damiano Cesari     | Pro Sesto        |                             |
| D        | Massimo Colombotti | Triestina        |                             |
| D        | Andrea Di Cintio   | Atletico Catania |                             |
| D        | Fabio Manganiello  | Chieti           |                             |
| C        | Luis Centi         | Carpi            | prestito                    |
| C        | Giuseppe Ferazzoli | Pontedera        |                             |
| C        | Agostino Iacobelli | Ancona           | definitivo (75 milioni £)   |
| C        | Giuseppe Minaudo   | Atalanta         | fine prestito               |
| C        | Giorgio Papais     | Novara           |                             |
| C        | Pasquale Suppa     | Lucchese         | definitivo (0,5 miliardi £) |
| A        | Antonio De Vitis   | Verona           | definitivo (0,4 miliardi £) |
| A        | Filippo Inzaghi    | Parma            | definitivo (5,9 miliardi £) |
| A        | Simone Inzaghi     | Novara           | prestito                    |

## Risultati

### Serie A

#### Girone d'andata
| Arbitro: | Borriello (Mantova) |

|                                                    |           |                   |
| Signori 32’ Esposito 48’, 73’ Casiraghi 78’ (rig.) | Marcatori | 81’ (rig.) Caccia |

| Arbitro: | Cesari (Genova) |

|  |           |                                              |
|  | Marcatori | 45’, 86’ Vialli 60’ Torricelli 74’ Ravanelli |

| Milano 17 settembre 1995 3ª giornata | Inter                         | 0 – 0 | Piacenza | Stadio Giuseppe Meazza\| Arbitro: \| Quartuccio (Torre Annunziata) \| |
| Arbitro:                             | Quartuccio (Torre Annunziata) |       |          |                                                                       |

| Arbitro: | Farina (Novi Ligure) |

|                             |           |                       |
| Caccia 43’, 48’ Piovani 51’ | Marcatori | 84’ Protti 90’ Pedone |

| Arbitro: | Cardona (Milano) |

|                                      |           |  |
| Piovani 5’ (aut.) Rossini 50’ (aut.) | Marcatori |  |

| Arbitro: | Trentalange (Torino) |

|                                   |           |                            |
| Corini 13’ Piovani 18’ Caccia 20’ | Marcatori | 47’ Maniero 90’ R. Mancini |

| Arbitro: | Rodomonti (Teramo) |

|  |           |                  |
|  | Marcatori | 69’ (aut.) Taibi |

| Arbitro: | Bazzoli (Merano) |

|                              |           |                                  |
| Zola 23’, 61’ F. Inzaghi 90’ | Marcatori | 53’ A. Carbone 82’ (rig.) Caccia |

| Arbitro: | Messina (Bergamo) |

|           |           |             |
| Maini 88’ | Marcatori | 57’ Piovani |

| Arbitro: | Bettin (Padova) |

|                  |           |  |
| Di Francesco 18’ | Marcatori |  |

| Arbitro: | Pairetto (Nichelino) |

|                                      |           |  |
| Savićević 7’ Panucci 25’ Maldini 77’ | Marcatori |  |

| Arbitro: | Bolognino (Milano) |

|            |           |              |
| Caccia 54’ | Marcatori | 57’ Oliveira |

| Arbitro: | Collina (Viareggio) |

|                                                    |           |                 |
| Rizzitelli 32’ (rig.), 45’ Pelé 79’ Bernardini 85’ | Marcatori | 60’, 89’ Caccia |

| Arbitro: | Cesari (Genova) |

|                        |           |             |
| Caccia 19’ Piovani 45’ | Marcatori | 88’ Tentoni |

| Arbitro: | Treossi (Forlì) |

|              |           |             |
| Gabrieli 30’ | Marcatori | 65’ Piovani |

| Arbitro: | Nicchi (Arezzo) |

|  |           |                            |
|  | Marcatori | 13’ Bierhoff 87’ Matrecano |

| Arbitro: | De Santis (Tivoli) |

|                         |           |             |
| Robbiati 28’ Baiano 38’ | Marcatori | 35’ Turrini |

#### Girone di ritorno
| Arbitro: | Boggi (Salerno) |

|                        |           |            |
| Piovani 67’ Caccia 79’ | Marcatori | 49’ Bokšić |

| Arbitro: | Farina (Novi Ligure) |

|                          |           |  |
| A. Conte 34’ Ferrara 61’ | Marcatori |  |

| Arbitro: | Pellegrino (Barcellona Pozzo di Gotto) |

|                |           |  |
| A. Carbone 90’ | Marcatori |  |

| Bari 11 febbraio 1996 21ª giornata | Bari            | 0 – 0 | Piacenza | Stadio San Nicola\| Arbitro: \| Cesari (Genova) \| |
| Arbitro:                           | Cesari (Genova) |       |          |                                                    |

| Arbitro: | Cinciripini (Ascoli Piceno) |

|                        |           |                        |
| Caccia 30’ Piovani 61’ | Marcatori | 18’ Vieri I 67’ Pisani |

| Arbitro: | Bolognino (Milano) |

|                                          |           |  |
| Mihajlović 27’ Chiesa 49’ R. Mancini 65’ | Marcatori |  |

| Napoli 3 marzo 1996 24ª giornata | Napoli                | 0 – 0 | Piacenza | Stadio San Paolo\| Arbitro: \| Racalbuto (Gallarate) \| |
| Arbitro:                         | Racalbuto (Gallarate) |       |          |                                                         |

| Arbitro: | Treossi (Forlì) |

|                       |           |            |
| Caccia 2’, 45’ (rig.) | Marcatori | 71’ Arioli |

| Arbitro: | Bolognino (Milano) |

|                             |           |                |
| Delvecchio 16’ Cappioli 24’ | Marcatori | 51’ Cappellini |

| Arbitro: | Braschi (Prato) |

|  |           |                         |
|  | Marcatori | 51’ Desailly 66’ Simone |

| Cagliari 6 aprile 1996 28ª giornata | Cagliari        | 0 – 0 | Piacenza | Stadio Sant'Elia\| Arbitro: \| Nicchi (Arezzo) \| |
| Arbitro:                            | Nicchi (Arezzo) |       |          |                                                   |

| Arbitro: | Collina (Viareggio) |

|  |           |              |
|  | Marcatori | 29’ M. Rossi |

| Arbitro: | Boggi (Salerno) |

|            |           |  |
| Piovani 1’ | Marcatori |  |

| Cremona 20 aprile 1996 31ª giornata | Cremonese        | 0 – 0 | Piacenza | Stadio Giovanni Zini\| Arbitro: \| Bazzoli (Merano) \| |
| Arbitro:                            | Bazzoli (Merano) |       |          |                                                        |

| Arbitro: | Farina (Novi Ligure) |

|                                                       |           |  |
| Caccia 6’ Cappellini 22’ Di Francesco 46’ Moretti 48’ | Marcatori |  |

| Udine 5 maggio 1996 33ª giornata | Udinese           | 0 – 0 | Piacenza | Stadio Friuli\| Arbitro: \| Beschin (Legnago) \| |
| Arbitro:                         | Beschin (Legnago) |       |          |                                                  |

| Arbitro: | Bazzoli (Merano) |

|  |           |                   |
|  | Marcatori | 21’ (aut.) Corini |

### Coppa Italia
| Arbitro: | Collina (Viareggio) |

|                                          |                      |                                              |
| Misso 12’                                | Marcatori            | 53’ Caccia                                   |
| Modesti Belletti Cazzarò Babini R. Rossi | Tiri di rigore 4 – 3 | Lorenzini Di Francesco Carbone Caccia Corini |

## Statistiche

### Statistiche di squadra
| Competizione | Punti | In casa | In casa | In casa | In casa | In casa | In casa | In trasferta | In trasferta | In trasferta | In trasferta | In trasferta | In trasferta | Totale | Totale | Totale | Totale | Totale | Totale | DR  |
| Competizione | Punti | G       | V       | N       | P       | Gf      | Gs      | G            | V            | N            | P            | Gf           | Gs           | G      | V      | N      | P      | Gf     | Gs     | DR  |
| ------------ | ----- | ------- | ------- | ------- | ------- | ------- | ------- | ------------ | ------------ | ------------ | ------------ | ------------ | ------------ | ------ | ------ | ------ | ------ | ------ | ------ | --- |
| Serie A      | 37    | 17      | 9       | 2       | 6       | 22      | 21      | 17           | 0            | 8            | 9            | 9            | 27           | 34     | 9      | 10     | 15     | 31     | 48     | -17 |
| Coppa Italia |       | -       | -       | -       | -       | -       | -       | 1            | 0            | 1            | 0            | 1            | 1            | 1      | 0      | 1      | 0      | 1      | 1      | 0   |
| Totale       | -     | 17      | 9       | 2       | 6       | 22      | 21      | 18           | 0            | 9            | 9            | 10           | 28           | 35     | 9      | 11     | 15     | 32     | 49     | -17 |

### Statistiche dei giocatori[9]
| Giocatore       | Serie A  | Serie A | Serie A     | Serie A    | Coppa Italia | Coppa Italia | Coppa Italia | Coppa Italia | Totale   | Totale | Totale      | Totale     |
| Giocatore       | Presenze | Reti    | Ammonizioni | Espulsioni | Presenze     | Reti         | Ammonizioni  | Espulsioni   | Presenze | Reti   | Ammonizioni | Espulsioni |
| --------------- | -------- | ------- | ----------- | ---------- | ------------ | ------------ | ------------ | ------------ | -------- | ------ | ----------- | ---------- |
| G. Ballotta     | 1        | 0       | ?           | ?          | -            | -            | -            | -            | 1        | 0      | 0+          | 0+         |
| M. Brioschi     | 1        | 0       | ?           | ?          | 1            | 0            | ?            | ?            | 2        | 0      | ?           | ?          |
| N. Caccia       | 33       | 14      | ?           | ?          | 1            | 1            | ?            | ?            | 34       | 15     | ?           | ?          |
| M. Cappellini   | 28       | 2       | ?           | ?          | 1            | 0            | ?            | ?            | 29       | 2      | ?           | ?          |
| A. Carbone      | 30       | 2       | ?           | ?          | 1            | 0            | ?            | ?            | 31       | 2      | ?           | ?          |
| M. Conte        | 23       | 0       | ?           | ?          | -            | -            | -            | -            | 23       | 0      | 0+          | 0+         |
| E. Corini       | 32       | 1       | ?           | ?          | 1            | 0            | ?            | ?            | 33       | 1      | ?           | ?          |
| E. Di Francesco | 33       | 2       | ?           | ?          | 1            | 0            | ?            | ?            | 34       | 2      | ?           | ?          |
| R. Lorenzini    | 16       | 0       | ?           | ?          | 1            | 0            | ?            | ?            | 17       | 0      | ?           | ?          |
| S. Lucci        | 32       | 0       | ?           | ?          | -            | -            | -            | -            | 32       | 0      | 0+          | 0+         |
| S. Maccoppi     | 29       | 0       | ?           | ?          | 1            | 0            | ?            | ?            | 30       | 0      | ?           | ?          |
| D. Moretti      | 27       | 1       | ?           | ?          | 1            | 0            | ?            | ?            | 28       | 1      | ?           | ?          |
| G. Piovani      | 32       | 8       | ?           | ?          | 1            | 0            | ?            | ?            | 33       | 8      | ?           | ?          |
| C. Polonia      | 32       | 0       | ?           | ?          | 1            | 0            | ?            | ?            | 33       | 0      | ?           | ?          |
| S. Rossini      | 28       | 0       | ?           | ?          | 1            | 0            | ?            | ?            | 29       | 0      | ?           | ?          |
| L. Simoni       | 3        | -4      | ?           | ?          | -            | -            | -            | -            | 3        | -4     | 0+          | 0+         |
| M. Taibi        | 33       | -44     | ?           | ?          | 1            | -1           | ?            | ?            | 34       | -45    | ?           | ?          |
| C. Trapella     | 7        | 0       | ?           | ?          | -            | -            | -            | -            | 7        | 0      | 0+          | 0+         |
| F. Turrini      | 30       | 1       | ?           | ?          | 1            | 0            | ?            | ?            | 31       | 1      | ?           | ?          |